# Peter Čögley
Peter Čögley (Trenčín, 11 agosto 1988) è un calciatore slovacco, difensore del Template:Calcio Melcice-Lieskove.

## Caratteristiche tecniche
Terzino destro, può giocare anche a sinistra.